# Луб'янка (Синельниківський район)
Луб'я́нка — село в Україні, у Синельниківському районі Дніпропетровської області. Входить до складу Раївської сільської громади. Населення за переписом 2001 року становить 579 осіб.  Розташоване над річкою Нижня Терса.

## Географія
Село Луб'янка знаходиться на лівому березі річки Нижня Терса, вище за течією на відстані 5 км розташоване село Новоолександрівка, нижче за течією на відстані 1,5 км розташоване село Катражка, на протилежному березі — село Циганівка. За 2,5 км розташоване місто Синельникове. Селом тече Балка Калинівка.

## Історія
Село Луб'янка заснована в середині XIX століття кріпаками — переселенцями з села Луб'янка Курської губернії.
Станом на 1886 рік у селі, центрі Луб'янської волості Павлоградського повіту Катеринославської губернії, мешкало 809 осіб, налічувалось 155 дворів, існували православна церква, лікарня, лавка. За 5 верст — лавка, готель. За 3 версти — цегельний завод. За 15 верст — православна церква, цегельний і черепичний завод. За 7 верст — залізнична станція Синельникове.
До 2017 року орган місцевого самоврядування — Луб'янська сільська рада.
12 червня 2020 року, відповідно до розпорядження Кабінету Міністрів України № 709-р від «Про визначення адміністративних центрів та затвердження територій територіальних громад Дніпропетровської області», увійшло до складу Раївської сільської громади.
19 липня 2020 року, в результаті адміністративно-територіальної реформи та ліквідації   Синельниківського (1923—2020) району, село увійшло до складу новоутвореного Синельниківського району.

## Економіка
- ФГ «Рой».

## Об'єкти соціальної сфери
- Школа.
- Фельдшерсько-акушерський пункт.
- Будинок культури.